# Jakub Jan Ryba

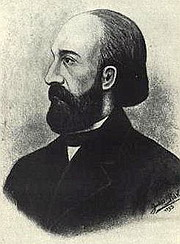
Jakub Jan Ryba

Jakub Šimon Jan Ryba (Přeštice, 26 ottobre 1765 – Rožmitál pod Třemšínem, 8 aprile 1815) è stato un compositore, insegnante e maestro di coro ceco.

## Biografia
Jakub Jan Ryba nacque a Přeštice vicino a Plzeň come discendente di una famiglia di cantori. Suo padre Jakub Ryba (1732-1792) era un insegnante, organista e Kantor (cantore, ossia maestro di cappella) attivo in più posti - a Rožmitál, Volyně, Přeštice e Nepomuk - e probabilmente anche compositore. Ryba riferì che i suoi genitori erano "saggi e giusti, ma economicamente poveri". Egli ricevette i primi rudimenti musicali dal padre a Nepomuk, che gli impartì dapprima lezioni di canto, violino, violoncello e organo e successivamente insegnamenti di basso continuo e composizione e già a dieci anni egli era in grado di sostituirlo all'organo.
Dal 1781 al 1784 frequentò il Ginnasio praghese dei Piaristi, dove studiò musica sotto Cassianus Hanel; qui conobbe e trascrisse le musiche dei conterranei Josef Seger, Josef Mysliveček e Johann Baptist Vanhal e di Bach, Haydn e Carl Ditters von Dittersdorf e iniziò a produrre le sue prime composizioni.
Tornato a Nepomuk dopo gli studi, per un periodo sostituì il padre malato e dal 1786 fu insegnante a Mníšek. L'11 febbraio 1788 ricevette la medesima posizione a Rožmitál e poco dopo, il 23 maggio dello stesso anno, venne elevato a maestro del coro della chiesa locale. Nel 1790 si unì in matrimonio, dal quale avrà ben tredici figli. Come insegnante illuminato, pervaso dall'idee di Comenio e Rousseau, egli fu profondamente dedito all'insegnamento e alla propria famiglia.
L'asteroide 2523 Ryba è stato così chiamato in suo onore.

## Considerazioni sull'artista
Nelle sue prime composizioni egli si firmò usando un'ampia varietà di cognomi, tra i quali si ricordano Poisson, Peace, Ryballandini, Rybaville.

## Composizioni

### Musica sacra
- 90 messe circa, tra le quali:
  - 2 in ceco
  - 2 (o 4) in ceco e in latino
  - Missa pastoralis bohemica (Hej, mistre) (1796)
  - Missa tono pietatis festis mediocribus accommodata (1814, Praga)
- 7 Requiem
- Oltre 100 graduali e mottetti (offertori) in latino
- Canzoni e cori in ceco, tra i quali:
  - Oktáv neb osmidenní pobožnost k svatému Janu Nepomuckému (8 canzoni, 1803, Praga)
  - Svatohorský kur (8 canzoni, 1804, Praga)
  - Pohrební písne (1805, Praga)
- 3 Stabat mater, tra i quali 2 in ceco
- Chvalozpev k sv. Janu Nepomuckému (1803)
- Soudný den (1801)
- 50 circa tra arie, duetti, tra le quali 8 ariae et duetto (1808, Praga)
- Oltre 50 pastorelle (mottetti pastorali e offertori), arie (maggior parte in ceco)

### Musica secolare
- 6 Singspiele (prima del 1801), tra i quali:
  - Veselé živobytí neb vandrovní muzikanti (Spiel, 1794; musica perduta)
  - Das Denkmal in Arkadien (operetta, 1800; musica perduta)
- Varie canzoni per 1 voce e pianoforte in ceco (1800, Praga)
- 12 Neue böhmische Lieder (1808, Praga)
- Lenka (testo di V. Nejedlý, 1808, Praga)
- Průvod dobré Bětolinky (testo di V. Nejedlý, 1808, Praga)
- Dar pilné mládeži (1829, Praga)
- Herzensergiessung der Rossmittaler (cantata, 1803)

### Musica strumentale
- 650 danze
- 130 variazioni
- 87 sonate
- 72 quartetti
- 56 dui
- 48 trii
- 38 concerti
- 35 sinfonie
- 35 serenate e notturni
- 7 quintetti
- Altre composizioni strumentali minori